# Треверы

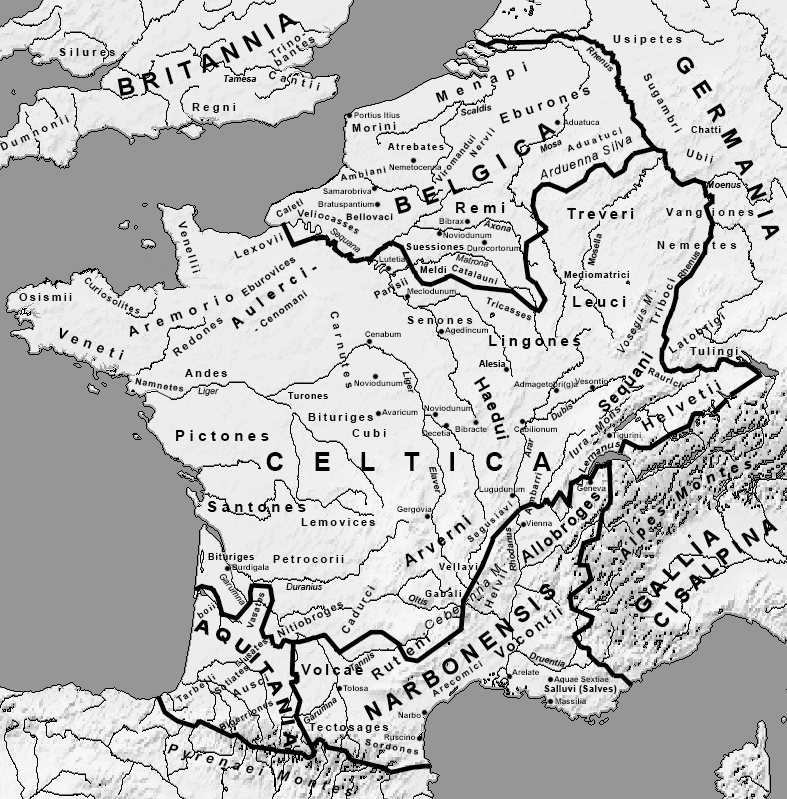
Галльские племена во времена Гая Юлия Цезаря

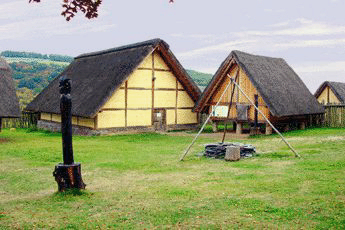
Современная реконструкция поселения треверов в Альтбурге.

Треверы (лат. Treveri) — галльское племя, жившее по обоим берегам Мозеля. Главный город Августа Треверорум (Augusta Treverorum — «Имперский город треверов») на Мозеле (современный Трир). Входили в группу белгов.
Возможно, треверы были родственны германцам, в частности Цезарь называл их германцами, говорившими по-кельтски. Но так как Цезарь подразумевал под германцами вообще всех варваров, живущих к востоку от Рейна, треверы могут считаться потомками индоевропейских групп, расселявшихся в середине I тыс. до н.э. на территории Центральной Германии. Вероятно, миграция треверов на запад от Рейна была обусловлена как раз начавшимся давлением с севера Германии носителей Ясторфской археологической культуры, т.е. собственно прагерманцев. 
К моменту проникновения в Белгику римлян треверы жили между областями нервиев, медиоматриков, ремов и левобережьем Рейна. Некоторые соседние с треверами племена кельтов — сегны, кондрусы и эбуроны — находились под их покровительством.
Треверы были наиболее знаменитым из племен группы белгов и особенно славились своей конницей, которая считалась самой храброй во всей Галлии.
Сначала треверы добровольно подчинились Цезарю, однако в 54 году до нашей эры под предводительством Индуциомара восстали, но были побеждены Лабиеном. Вторично треверы подняли восстание в 21 году нашей эры под предводительством Юлия Флора, но тоже скоро были усмирены.